# Gare de Veillane
La gare de Veillane (Stazione di Avigliana (it) en Italien) est une gare ferroviaire située sur le territoire de la commune du même nom.

## Situation ferroviaire
Établie à 391 mètres d'altitude, la gare de Veillane est située au point kilométrique 21,736 de la ligne du Fréjus.
La gare est dotée de cinq voies dont une en impasse accessible depuis l'amont ainsi que trois quais dont deux latéraux et un central. Au nord des voies de la gare se situe également un ancien faisceau de voies abandonnées initialement destinées à la réception des trains de fret en provenance de l'amont.

## Histoire
La gare d'Avigliana a été mise en service en même temps que la ligne de Turin à Suse le 22 mai 1854.
Le 26 novembre 1920, la section de Bussolin à Salbertrand est électrifiée en courant alternatif triphasé 3 600 V 16 2⁄3 Hz. Toute la ligne a été convertie en courant continu le 28 mai 1961,.

## Service des voyageurs

### Accueil
Gare de Ferrovie dello Stato Italiane, elle est dotée d'un bâtiment voyageurs sur deux niveaux dont seul le rez-de-chaussée est accessible aux voyageurs. Il accueille un distributeur automatique de titres de transport ainsi que des toilettes.
Les différents quais sont reliés par un passage souterrain et partiellement protégés par des abris.

### Desserte
Depuis le 9 décembre 2012, la gare de Veillane est desservie par deux branches de la ligne 3 du service ferroviaire métropolitain de Turin, en direction de Bardonnèche et de Suse.
Elle est desservie à ce titre deux fois par heure et par sens du lundi au samedi, et plus épisodiquement le dimanche.

### Intermodalité
La gare de Veillane est en correspondance avec l'arrêt Avigliana - Stazione Ferroviaria - Movicentro situé sur le Corso Torino devant la gare, à l'opposé du bâtiment voyageurs. Il est desservi par la ligne 1 224 de GTT qui relie Grugliasco à Bussolin.